# Na wariackich papierach
Na wariackich papierach (ang. Moonlighting) – amerykański serial kryminalno-komediowy, realizowany w latach 1985-1989. Serial liczy sześćdziesiąt sześć odcinków.
W Polsce po raz pierwszy wyemitowała go na początku lat 90. TVP1. Później wznowiły go jeszcze RTL 7, TVN7, Polsat i TV4, a w końcówce 2008 r. oraz na wiosnę 2011 r. emisję prowadziła TVP2. Od marca 2016 r. serial pokazywała stacja FilmBox Polska, a od 26 marca 2018 r. emisję rozpoczął TV Puls.

## Fabuła

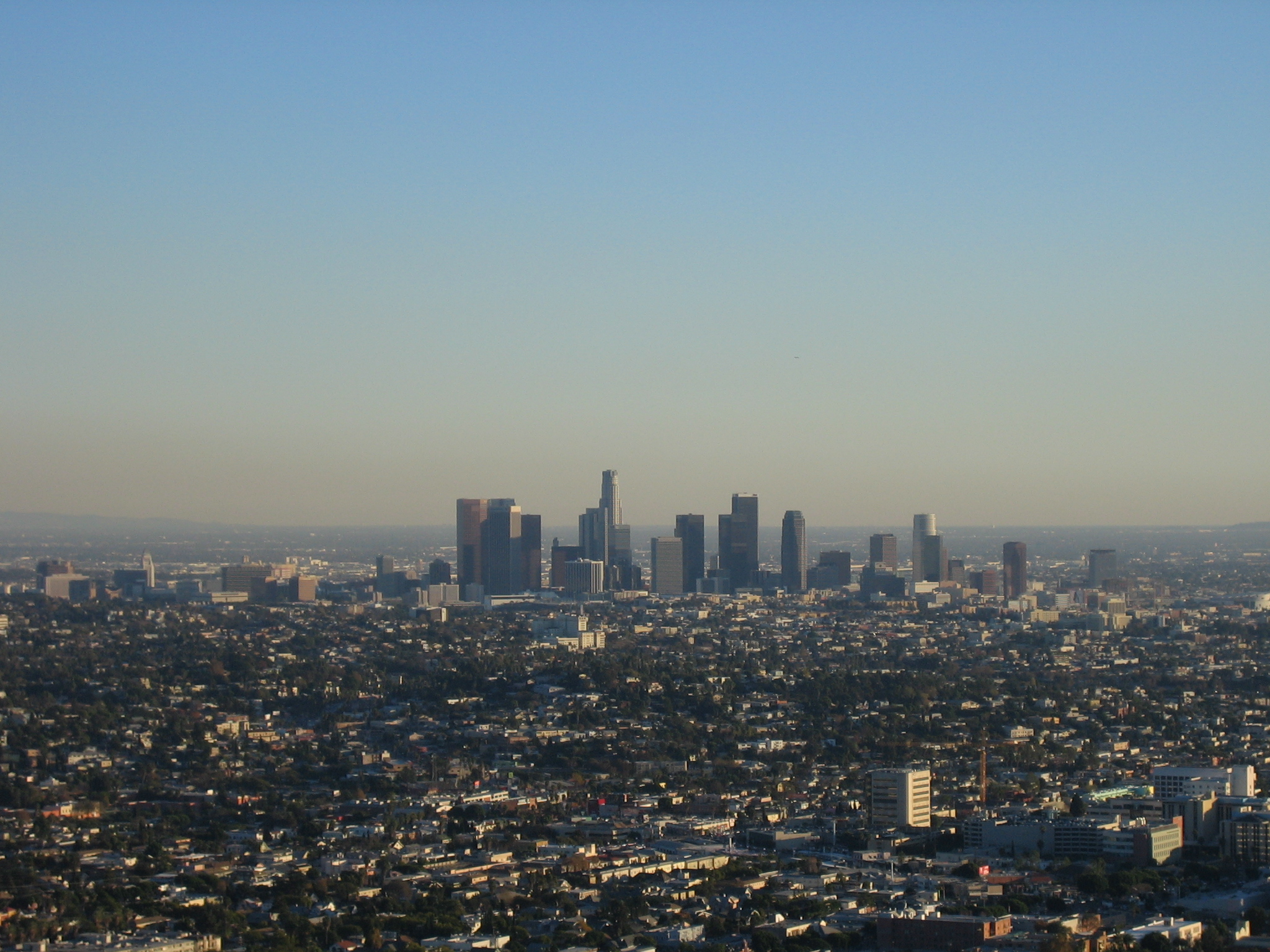
Los Angeles - gł. miejsce akcji

Serial opowiada o sprawach prowadzonych przez agencję detektywistyczną Blue Moon Investigations, z siedzibą w Los Angeles. Agencję prowadzi dwoje wspólników, prywatnych detektywów - Maddie Hayes i David Addison. W rolach tych wystąpili Cybill Shepherd oraz Bruce Willis, dla którego rola ta okazała się momentem przełomowym w karierze. W późniejszych odcinkach fabuła została rozszerzona o perypetie z prywatnego życia właścicieli i pracowników agencji.

## Obsada
- Cybill Shepherd jako Madeline "Maddie" Hayes (wszystkie 66 odcinków)[3]
- Bruce Willis jako David Addison (66 odc.)
- Allyce Beasley jako Agnes Dipesto (66 odc.)
- Curtis Armstrong jako Bert Viola (37 odc.)
- Charles Rocket jako Richard Addison (7 odc.)
- Jack Blessing jako MacGillicudy (17 odc.)
- Robert Webber jako Alexander Hayes, ojciec Maddie (8 odc.)
- Eva Marie Saint jako Virginia Hayes, matka Maddie (6 odc.)
- Kristine Kauffman jako Kris, pracownik agencji (30 odc.)
- Jonathan Ames jako Jergenson (30 odc.)
- Daniel Fitzpatrick jako O'Neill (30 odc.)
- Jamie Taylor jako Jamie, pracownik agencji (26 odc.)
- Willie Brown jako Simmons (23 odc.)
- Inez Edwards jako Inez (13 odc.)
- Diana Lee Inosanto jako pracownik agencji (7 odc.)
- Clinton Allmon jako pierwszy juror (5 odc.)
- Dennis Dugan jako Walter Bishop (4 odc.)
- Virginia Madsen jako Lorraine Anne Charnock (3 odc.)
- Brooke Adams jako Terri Knowles (3 odc.)
- Bill Marcus jako kierownik kręgielni (3 odc.)
- Caitlin Clarke jako Elaine Johnson (3 odc.)
- Gary Cole jako Alan McClafferty (3 odc.)
- Ronald G. Joseph jako kpt. Shank (2 odc.)
- Tracey Walter jako Arnie Steckler (2 odc.)
- Tony Bill jako Scott Hundley (2 odc.)
- Julia Jennings jako Rita McClafferty (2 odc.)
- R.H. Thomson jako dr Steve Hill (2 odc.)

Gościnnie wystąpili m.in.:

- Tim Robbins jako Fremmer (1 odcinek)
- Vincent Schiavelli jako Rodney Dillon (2 odc.)
- Orson Welles jako on sam (1 odc.)
- Whoopi Goldberg jako Camille Brand (2 odc.)
- Mark Harmon jako Sam Crawford (5 odc.)
- Paul Sorvino jako David Addison senior (1 odc.)
- Brad Dourif jako ojciec McDonovan (1 odc.)
- John Goodman jako Donald Chase (1 odc.)
- Dana Delany jako Jillian Armstrong (2 odc.)
- Pat Boone jako Nowy Dawid (1 odc.)
- Ray Charles jako on sam (1 odc.)
- Don King, znany promotor bokserski, jako on sam (1 odc.)

## Lista odcinków
1. Pilot
2. Pojedynek najlepszych
3. Czytać w myślach
4. Kolejne morderstwo, o którym usłyszysz
5. Morderstwo na następnej stacji
6. Morderstwo w kopercie
7. Bracie, mógłbyś mi pomóc?
8. Dama w żelaznej masce
9. Siła pieniędzy
10. Marzenie senne zawsze dzwoni dwa razy
11. Uroczy David
12. Stara miłość nie rdzewieje
13. Gdzieś na końcu tęczy
14. Portret Maddie
15. Nie ma jak układy
16. Zdarzyło się przed świętami
17. Narzeczona Tuppermana
18. Dipesto w opałach
19. Niech Bóg ma nas w opiece
20. Córeczka Tatusia
21. Świadek egzekucji
22. Człowiek, który mówił przez sen
23. Żywi i martwi
24. Camille
25. Daleko pada jabłko od jabłoni
26. Głos z zaświatów
27. Symfonia Cios-moll
28. Wierny aż po grób
29. Wszystkie stworzenia, wspaniałe i mniej wspaniałe
30. Wizyta w Nowym Jorku
31. Ściąga z Szekspira
32. Cudowna praca
33. Prawda u plotki
34. Duch Dipesto, trzy do zera
35. Blondynka i blondynka
36. Sam i Dave
37. Niech teraz płacze Maddie
38. Kto z kim
39. Ryzykowne poświęcenie
40. Wyprawa na księżyc
41. Wracaj, mała!
42. Ślub odwołany
43. Opowieść w dwóch miastach
44. Nieugięty Dave, cz. 1
45. Nieugięty Dave, cz. 2
46. Tata dowiaduje się ostatni
47. Dwie panie DiPesto
48. Dziecięce zauroczenie
49. Ślady moich łez
50. Małżonek! Fuj!
51. Maddie Hayes wyszła za mąż
52. Twoje zdrowie, dziecino
53. I ciało stało się słowem
54. Łono z widokiem
55. Żarty na bok
56. Oblicza Maddie
57. Miłość z plastiku
58. Walka płci
59. Mężowie i żony
60. Na świecie i w zaświatach
61. Czy te usta mogą kłamać?
62. Zbrodnia niedoskonała
63. Kolizja uczuć
64. Prawo rodzinne
65. Eine Kleine Nacht Morderstwo
66. Zaćmienie księżyca